# Мол

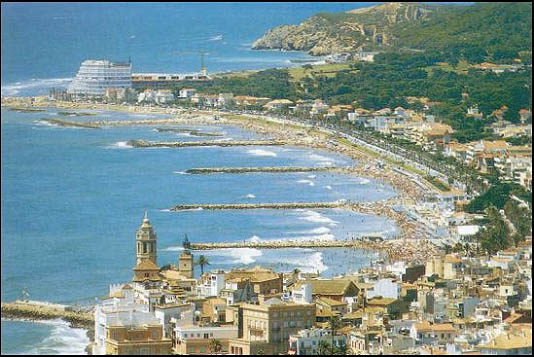
Моли і пляжі в бухті Сіджас, Іспанія.

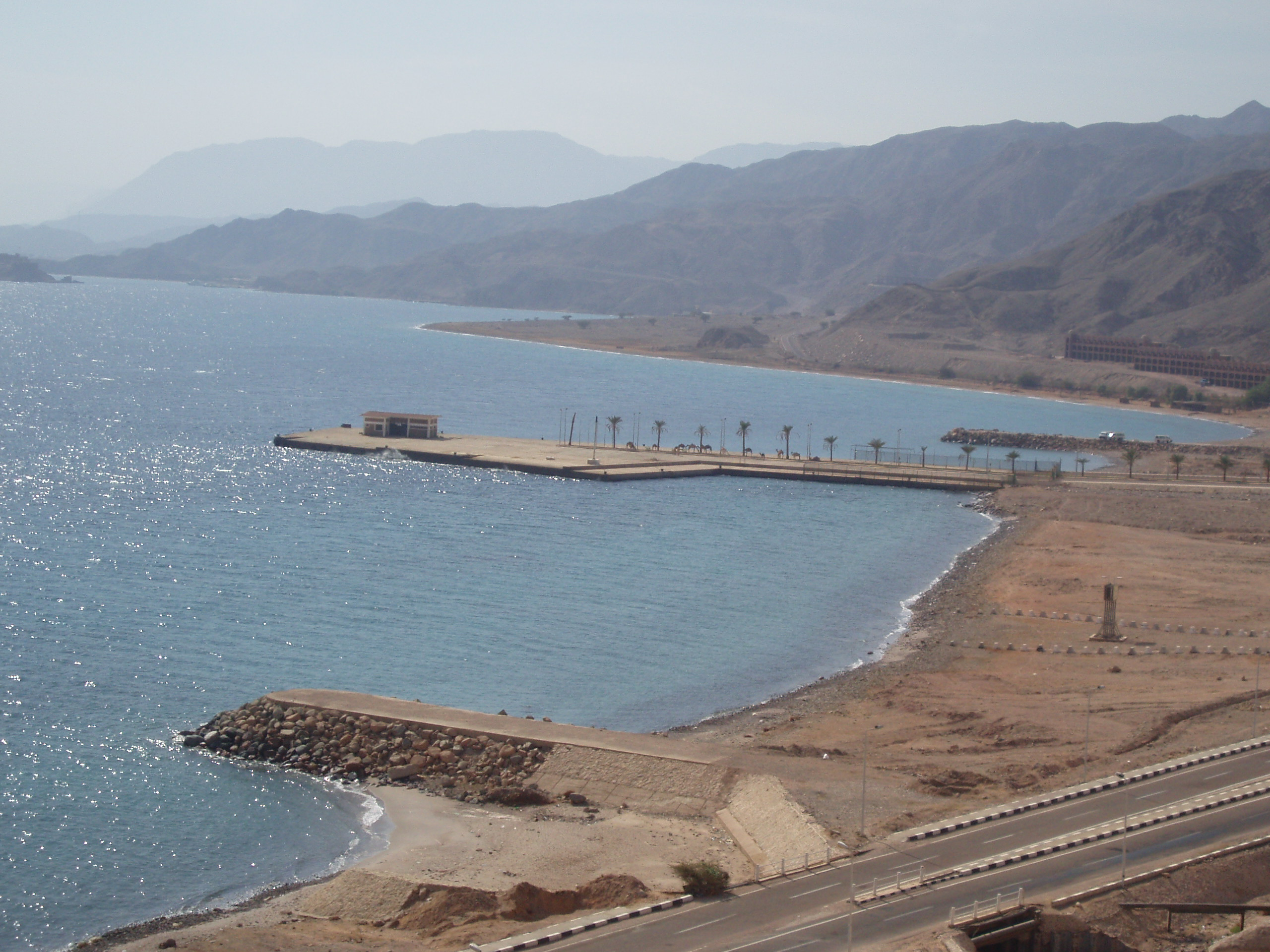
Моли поблизу селища Таба, Синайський півострів, Єгипет, 2008

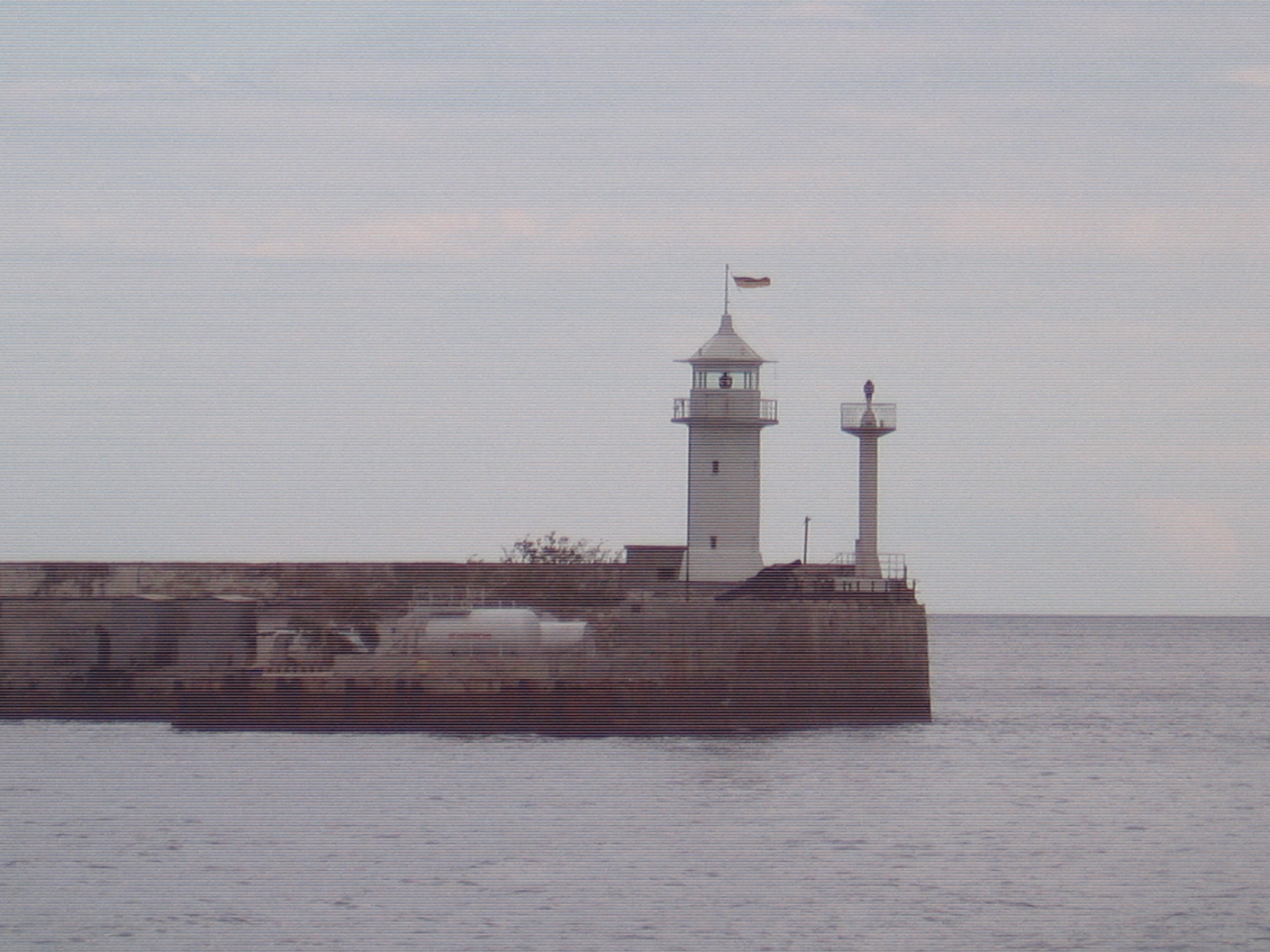
Мол з маяком у бухті Ялти (Крим)

Мол (італ. molo від лат. moles — «маса, насип») — гідротехнічна огороджувальна споруда для захисту акваторії порту від хвиль.

## Загальний опис
Одним кінцем примикає до берега. Може служити для розміщення причалів і перевантажувальних установок.
У портах, розташованих на відкритому березі, споруджують два збіжні або паралельні моли з воротами між ними (парні моли). Якщо порт розташований у бухті, береги якої частково захищають акваторію від вітру й хвиль, звичайно обмежуються одним молом. Конструкція й тип молу в основному визначаються гідрологічним режимом і геологічними умовами району розташування порту.
Головну (висунуту в море) частину молу виконують на 1—1,5 м вищою, і на ній встановлюють сигнальний вогонь або маяк. Приклад — мол з маяком у бухті Ялти (Крим).

## Різновиди
Розрізняють моли:
- укісного типу, з каменя (насипом) або бетону;
- вертикального типу (стінка з кам'яної кладки), бетону;
- комбінованого типу.

## Галерея

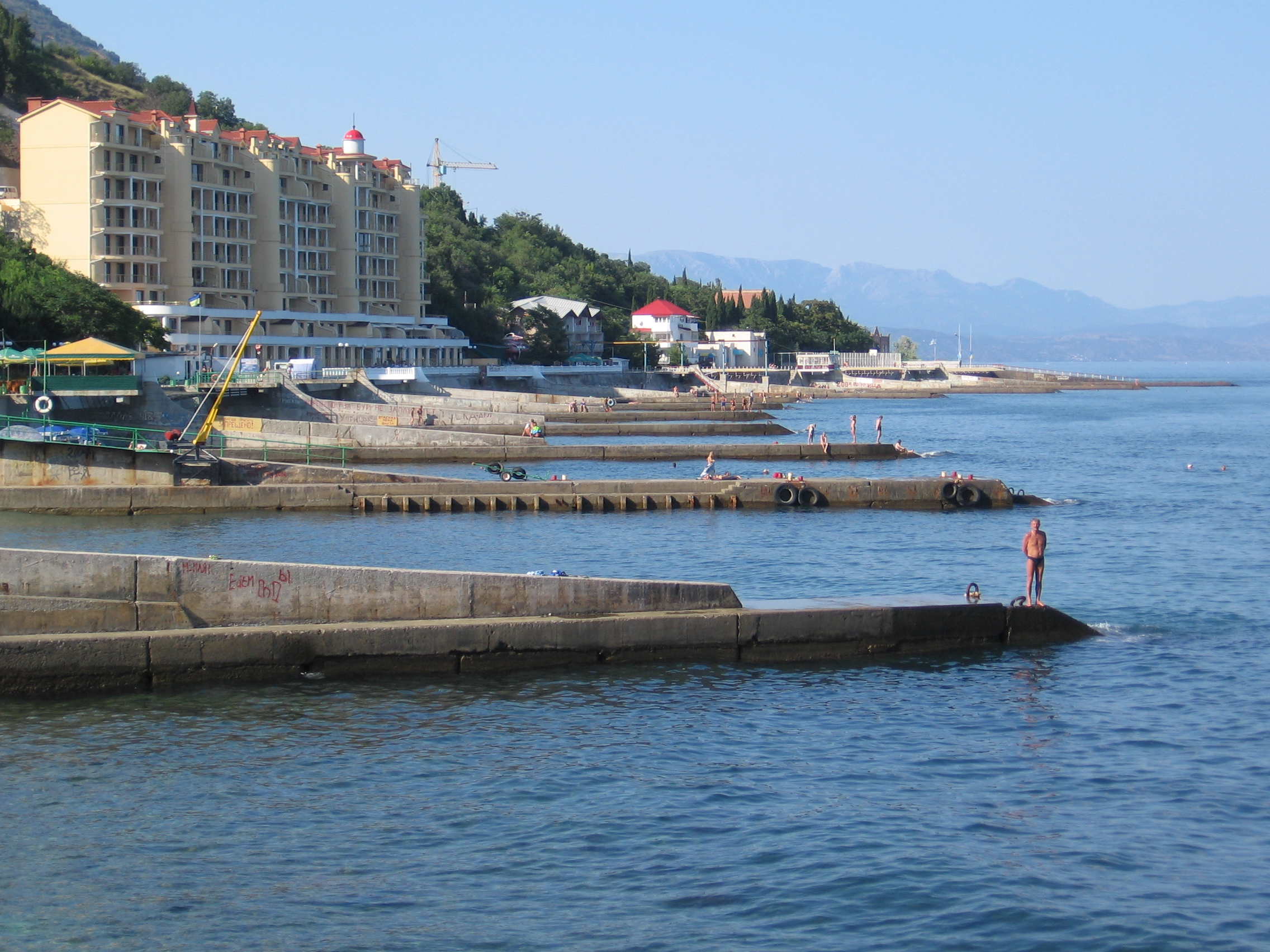
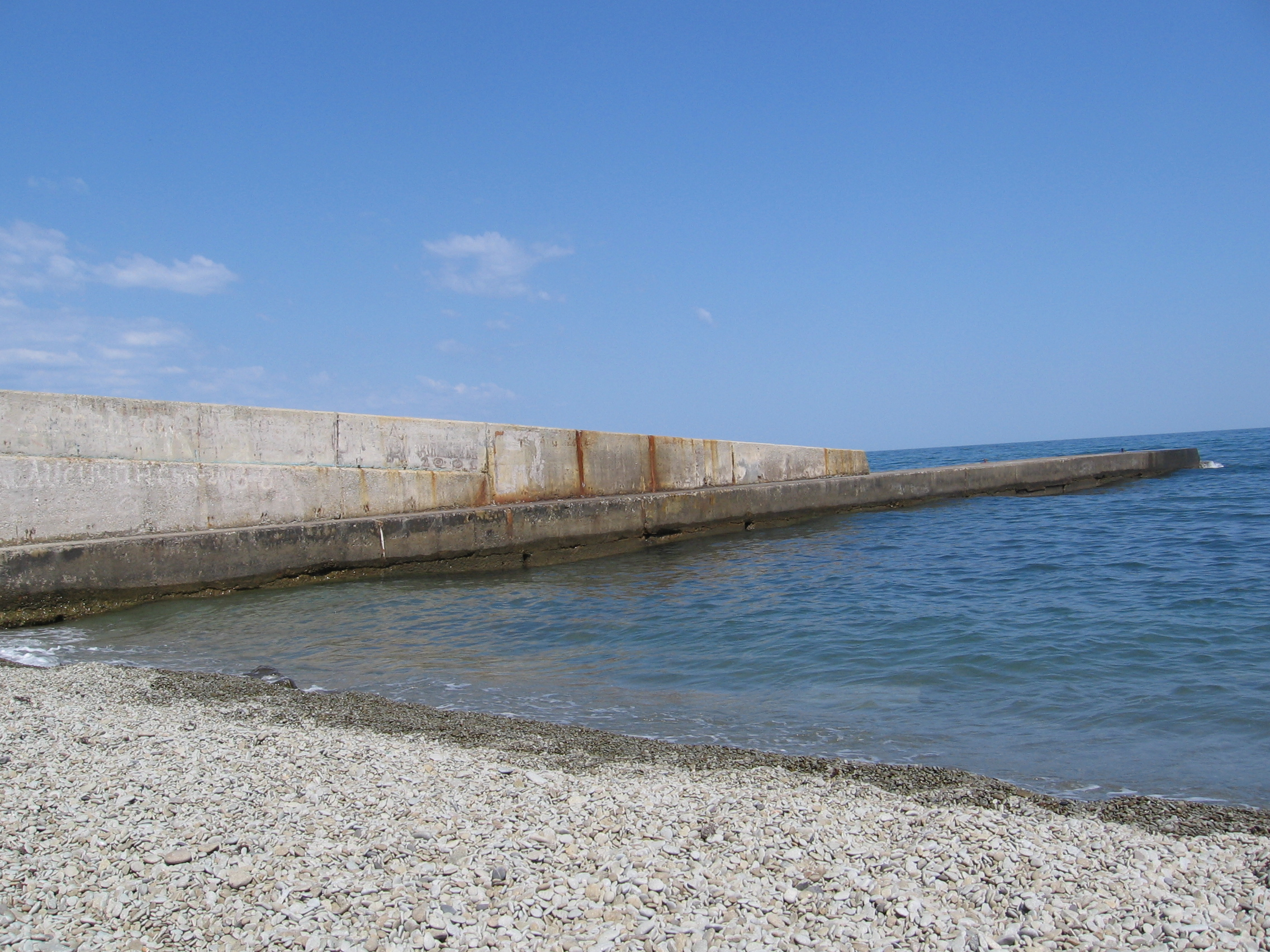
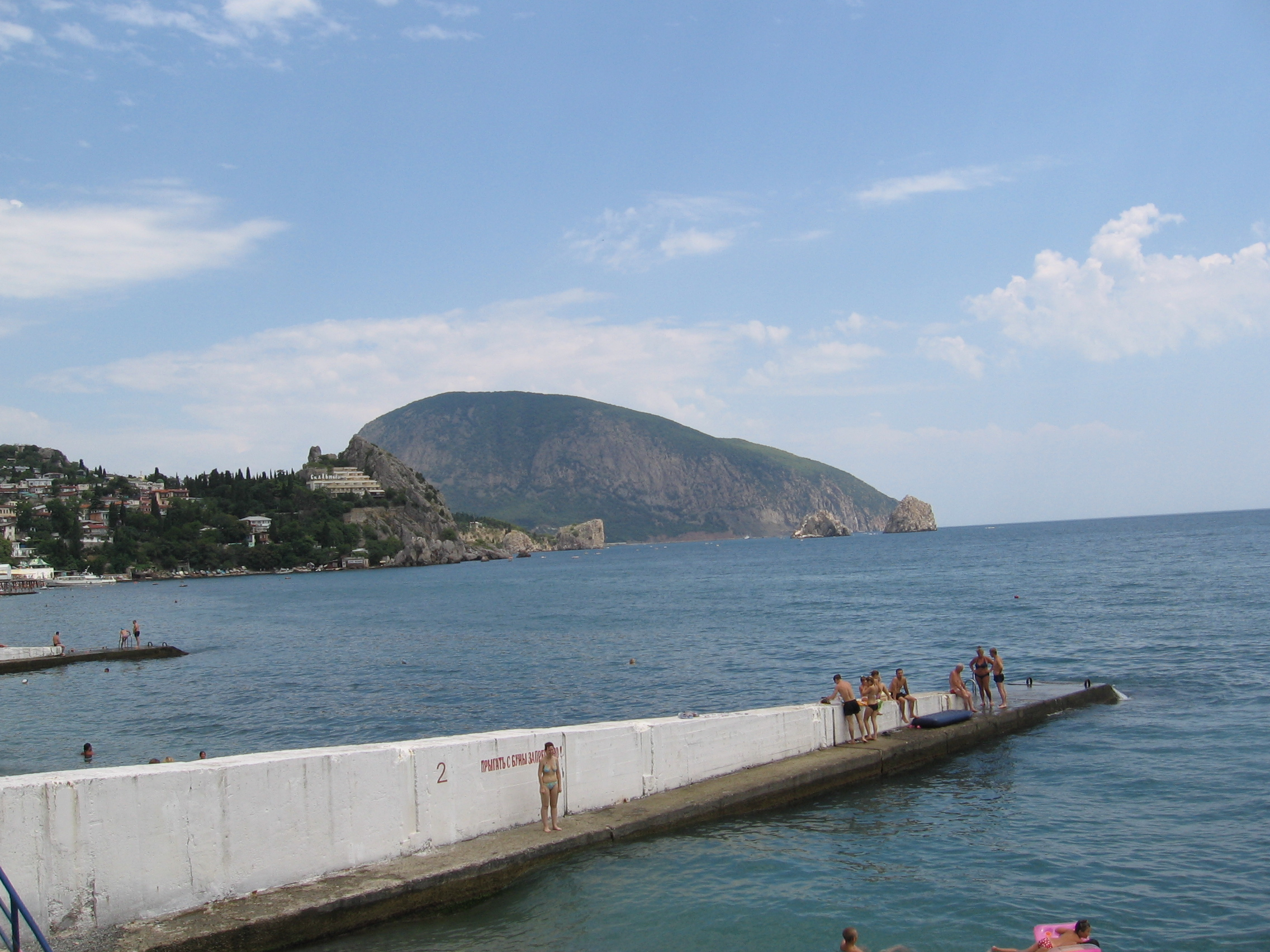
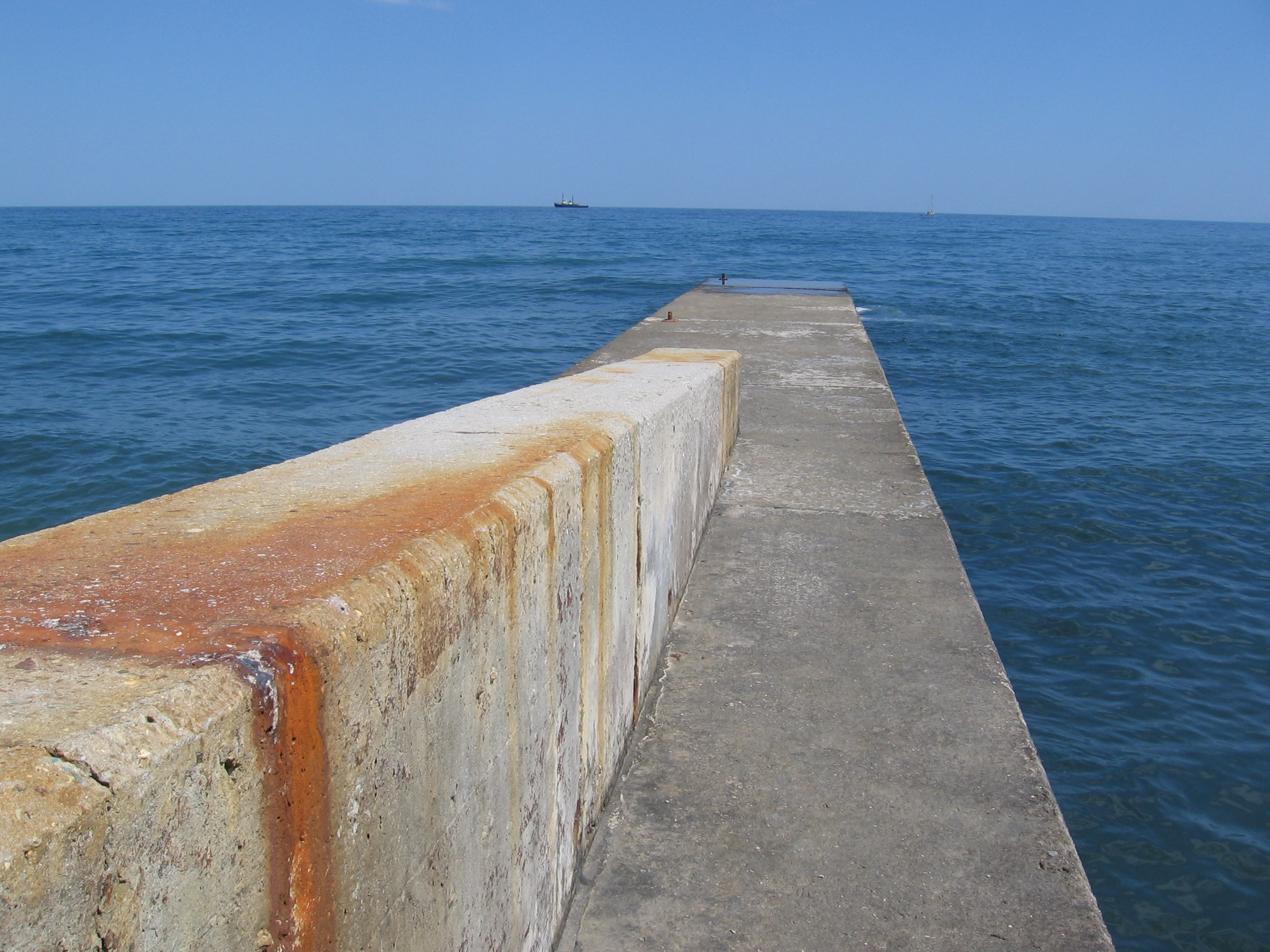